# São Salvador do Tocantins
São Salvador do Tocantins – miasto i gmina w Brazylii, w stanie Tocantins. Znajduje się w mezoregionie Ocidental do Tocantins i mikroregionie Gurupi, 397 km od stolicy stanu, Palmas.